# KLUB

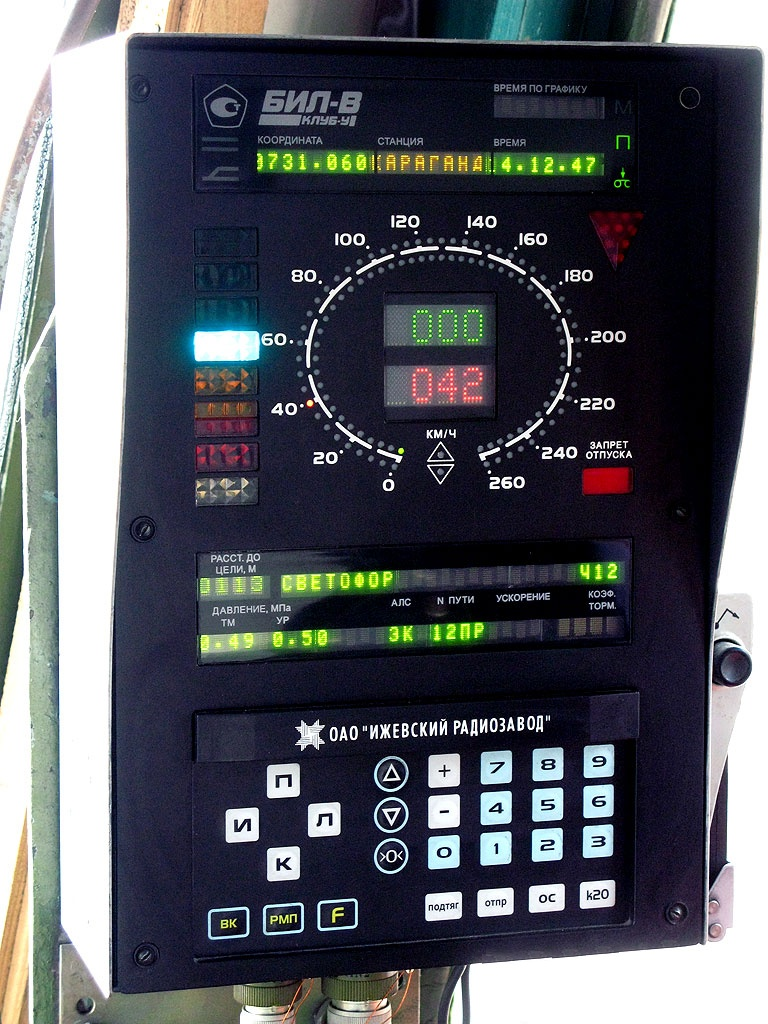
Zobrazovací a komunikační jednotka KLUB-U

KLUB, v originále КЛУБ, čili Комплексное локомотивное устройство безопасности (čti kompleksnoje lokomotivnoje ustrojstvo bezopasnosti), což v překladu znamená Komplexní lokomotivní zabezpečovací zařízení, je zabezpečovací zařízení vyvinuté v Rusku pracující na mikroprocesorové bázi. 

## Vývoj
Již koncem 70. let 20. století se dosud používaný vlakový zabezpečovač typu ALSN (АЛСН) jevil jako nedostatečný, neboť byl schopen přenést pouze tři různé kódy. Proto započaly práce na novém systému pracujícímu na stejném principu, avšak se základní frekvencí 175 Hz a frekvenční modulací, schopném přenést 48 různých kódů. Tento systém známý pod označením ALS-EN (АЛС-ЕН) se projevil jako méně spolehlivý, než starý systém ALSN, proto bylo od dalšího rozšiřování upuštěno. 
Nové podmínky a rozvoj elektroniky umožnily v 90. letech vývoj zcela nového zařízení na mikroprocesorové bázi. Výrobou byl pověřen Iževský radiozávod. Zařízení bylo úspěšně vyzkoušeno v říjnu 1994 a byla spuštěna sériová výroba. V roce 1997 pak byla stanovena celková koncepce regulace a zabezpečení dopravy - комплексная унифицированная система для регулирования и обеспечения безопасности КУРС-Б (v překladu komplexní systém pro regulaci a zabezpečení bezpečnosti KURS-B). Tento systém se skládá ze tří částí:
- KLUB-U (КЛУБ-У) - Комплексное локомотивное устройство безопасности унифицированное (KLUB unifikované)
- SAUT (САУТ) - система автоматического управления торможением (systém automatického řízení brzděním)
- TS KBM (ТС КБМ) - телемеханическая система контроля бодрствования машиниста (telemechanický systém kontroly bdělosti strojvedoucího)

Všechny tyto systémy jsou součástí jednoho zařízení, které má společné snímače veličin, ovladače i zobrazovače, takže nedochází ke konfliktům jednotlivých částí. Moduly jsou propojeny sběrnicí CAN.

## Popis a funkce

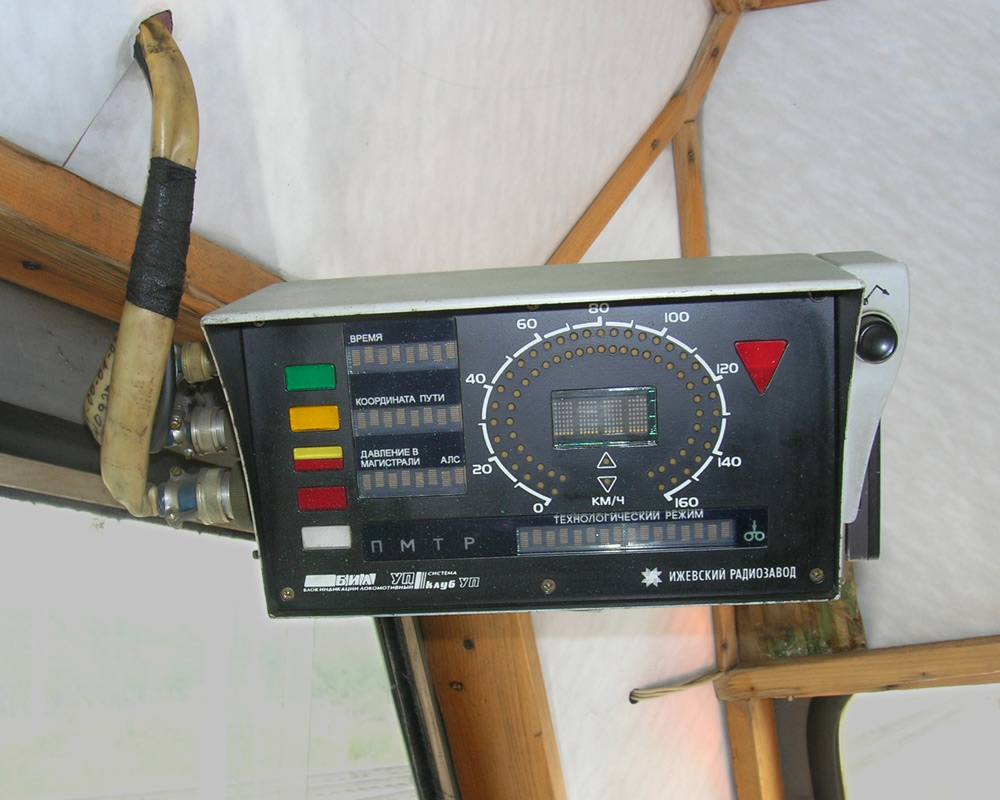
Zobrazovací jednotka KLUB-UP

Zařízení KLUB-U (КЛУБ-У) pracuje na tratích s řízením provozu a sledováním polohy vlaků prostřednictvím digitálního radiového přenosu. Dále je schopné spolupracovat s traťovou částí zabezpečovačů ALSN a ALS-EN a se systémem automatického brzdění SAUT. Zařízení je postaveno na bázi modulů, při neexistenci některého přenosu informací na pojížděném úseku trati dochází k automatickému přizpůsobení funkce zařízení. Nedostatek informací je pak kompenzován požadavkem na prověřování bdělosti strojvedoucího.
Na tratích vybavených digitálním radiovým přenosem sleduje toto zařízení především nepřekročení okamžité maximální dovolené rychlosti vlaku. Tato rychlost je nejmenší z těchto možností:
- maximální rychlost pro daný typ vlaku v daném úseku stanovená tabulkami (daná konstrukcí tratě, směrovými a sklonovými poměry, stanovenou zábrzdnou vzdáleností, typem vlaku a způsobem brzdění.
- maximální rychlost vozidel zařazených ve vlaku (rozhodující je ta nejmenší)
- maximální rychlost daná brzdnou křivkou při jízdě k místu, od kterého je další jízda zakázána (např. návěstidlo v poloze Stůj) nebo omezena postavením vlakové cesty (jízda přes výhybky do odbočky).

Dále toto zařízení měří a předává údaje o rychlosti a poloze vlaku, kontroluje tlak v určených místech brzdového systému, prověřuje bdělost strojvedoucího, zabraňuje samovolnému rozjezdu vlaku, zobrazuje návěst následujícího návěstidla. Poloha vlaku se určuje v zeměpisných souřadnicích pomocí systémů GPS nebo GLONASS (ГЛОНАСС). Tyto souřadnice se převádějí do kilometrických poloh dle traťové kilometráže. V paměti systému jsou zapsány i polohy návěstidel, výhybek, stanic, omezení rychlosti a mnoho dalších. Všechny tyto údaje slouží k výpočtu výše uvedené brzdné křivky. 
Přenos dat mezi vozidlem a stacionární částí se uskutečňuje na frekvencích 160 nebo 460 MHz. Je možno využít i GSM-R nebo TETRA.
V dalších plánech je využití tohoto zařízení i pro regulaci rychlosti provozním brzděním, osazení tohoto zařízení i na konec vlaku a další.

## Varianty
- KLUB-UP (КЛУБ-УП) - zařízení pro traťové stroje 1. kategorie, tj. stroje, které mohou sloužit i jako hnací vozidlo pracovního vlaku. Toto zařízení je upraveno i pro sledování maximální pracovní rychlosti stroje.
- KLUB-P (КЛУБ-П) - zařízení pro traťové stroje 2. kategorie, tj. různé motorové vozíky, drezíny a podobné